# 東京ジャンプステークス
東京ジャンプステークス（とうきょうジャンプステークス）は、日本中央競馬会（JRA）が東京競馬場で施行する中央競馬の重賞競走（J・GIII）である。

## 概要
中山大障害・京都大障害に次いで1956年に創設された東京障害特別（秋）を前身とし、1999年に「東京オータムジャンプ」の名称で創設された障害の重賞競走。2009年より施行時期が10月から6月に移され、名称も現名称となった。

### 競走条件
以下の内容は、2023年現在のもの。
出走条件：サラ系障害3歳以上
- JRA所属馬（外国産馬を含む）

負担重量：別定
- 3歳58kg、4歳以上60kg、牝馬2kg減
  - J・GI競走1着馬2kg増、J・GII競走1着馬1kg増

### 賞金
2023年の1着賞金は2900万円で、以下2着1200万円、3着730万円、4着440万円、5着290万円。

## 歴史
- 1999年 - 4歳以上の馬による重賞（J・GIII）として「東京オータムジャンプ」の名称で創設、東京競馬場の障害芝3300mで施行[2]。
- 2001年 - 馬齢表示の国際基準への変更に伴い、出走条件を「3歳以上」に変更。
- 2009年
  - 開催時期を10月から6月に変更[2]。
  - 名称を「東京ジャンプステークス」に変更[2]。
- 2012年 - 距離を3110mに変更。
- 2020年 - 新型コロナウイルス感染拡大防止のため「無観客競馬」として実施[3]。
- 2025年 - 暑熱対策に伴い、午前中に施行される重賞競走となる。

### 歴代優勝馬
優勝馬の馬齢は、2000年以前も現行表記に揃えている。
| 回数   | 施行日         | 競馬場 | 距離  | 優勝馬             | 性齢 | 斤量 | タイム | 優勝騎手   | 管理調教師 | 馬主                     |
| ------ | -------------- | ------ | ----- | ------------------ | ---- | ---- | ------ | ---------- | ---------- | ------------------------ |
| 第1回  | 1999年10月24日 | 東京   | 3300m | ゴーカイ           | 牡6  | 60   | 3:38.6 | 横山義行   | 郷原洋行   | 吉橋計                   |
| 第2回  | 2000年10月14日 | 東京   | 3300m | マキハタコンコルド | 牡5  | 58   | 3:37.2 | 三浦堅治   | 新川恵     | （有）槇本牧場           |
| 第3回  | 2001年10月13日 | 東京   | 3300m | ギフテッドクラウン | 牡5  | 60   | 3:36.8 | 高田潤     | 吉岡八郎   | 瀧本和義                 |
| 第4回  | 2002年10月12日 | 東京   | 3300m | ビゼンホクショー   | 牡6  | 58   | 3:44.4 | 三浦堅治   | 伊藤正徳   | （有）前川企画           |
| 第5回  | 2003年10月18日 | 東京   | 3300m | テンビーエース     | 牝5  | 57   | 3:39.5 | 横山義行   | 菅原泰夫   | 榊原秀雄                 |
| 第6回  | 2004年10月16日 | 東京   | 3300m | メジロロンザン     | 牡8  | 62   | 3:38.3 | 大江原隆   | 大久保洋吉 | （有）メジロ牧場         |
| 第7回  | 2005年10月15日 | 東京   | 3300m | バローネフォンテン | 牡5  | 61   | 3:38.6 | 山本康志   | 高橋裕     | 吉橋計                   |
| 第8回  | 2006年10月14日 | 東京   | 3300m | コウエイトライ     | 牝5  | 61   | 3:36.9 | 小坂忠士   | 田所清広   | 伊東政清                 |
| 第9回  | 2007年10月13日 | 東京   | 3300m | ベストグランチャ   | 騸5  | 60   | 3:40.4 | 五十嵐雄祐 | 藤原辰雄   | 佐藤良二                 |
| 第10回 | 2008年10月18日 | 東京   | 3300m | タイキレーザー     | 牡5  | 60   | 3:36.7 | 横山義行   | 土田稔     | （有）大樹ファーム       |
| 第11回 | 2009年6月13日  | 東京   | 3300m | エイシンボストン   | 牡7  | 60   | 3:37.7 | 西谷誠     | 松永昌博   | 平井豊光                 |
| 第12回 | 2010年6月12日  | 東京   | 3300m | ギルティストライク | 騸6  | 60   | 3:37.6 | 山本康志   | 和田正道   | 前田幸治                 |
| 第13回 | 2011年6月11日  | 東京   | 3300m | マジェスティバイオ | 牡4  | 60   | 3:40.4 | 柴田大知   | 田中剛     | バイオ（株）             |
| 第14回 | 2012年6月9日   | 東京   | 3110m | デンコウオクトパス | 牡5  | 60   | 3:30.8 | 北沢伸也   | 坂口正則   | 田中康弘                 |
| 第15回 | 2013年6月22日  | 東京   | 3110m | アポロマーベリック | 牡4  | 60   | 3:27.9 | 草野太郎   | 堀井雅広   | アポロサラブレッドクラブ |
| 第16回 | 2014年6月28日  | 東京   | 3110m | メイショウヨウドウ | 騸6  | 60   | 3:30.6 | 西谷誠     | 池添兼雄   | 松本好雄                 |
| 第17回 | 2015年6月27日  | 東京   | 3110m | オースミムーン     | 牡6  | 61   | 3:27.2 | 高田潤     | 松下武士   | （株）オースミ           |
| 第18回 | 2016年6月25日  | 東京   | 3110m | オジュウチョウサン | 牡5  | 62   | 3:26.2 | 石神深一   | 和田正一郎 | （株）チョウサン         |
| 第19回 | 2017年6月24日  | 東京   | 3110m | シンキングダンサー | 牡4  | 60   | 3:27.9 | 金子光希   | 武市康男   | 岡田牧雄                 |
| 第20回 | 2018年6月23日  | 東京   | 3110m | サーストンコラルド | 牡7  | 60   | 3:25.3 | 北沢伸也   | 橋田満     | 齊藤宣勝                 |
| 第21回 | 2019年6月22日  | 東京   | 3110m | シングンマイケル   | 騸5  | 60   | 3:29.4 | 石神深一   | 高市圭二   | 伊坂重憲                 |
| 第22回 | 2020年6月27日  | 東京   | 3110m | ラヴアンドポップ   | 牡7  | 60   | 3:27.6 | 草野太郎   | 岩戸孝樹   | ゴドルフィン             |
| 第23回 | 2021年6月26日  | 東京   | 3110m | スマートアペックス | 牡4  | 60   | 3:28.3 | 中村将之   | 浅見秀一   | 大川徹                   |
| 第24回 | 2022年6月25日  | 東京   | 3110m | ケイティクレバー   | 牡7  | 60   | 3:26.2 | 上野翔     | 清水英克   | 瀧本和義                 |
| 第25回 | 2023年6月24日  | 東京   | 3110m | ジューンベロシティ | 牡5  | 60   | 3:26.5 | 西谷誠     | 武英智     | 吉川潤                   |
| 第26回 | 2024年6月22日  | 東京   | 3110m | ジューンベロシティ | 牡6  | 60   | 3:26.5 | 高田潤     | 武英智     | 吉川潤                   |
| 第27回 | 2025年6月14日  | 東京   | 3110m | ジューンベロシティ | 牡7  | 60   | 3:25.2 | 高田潤     | 武英智     | 吉川潤                   |

#### 各回競走結果の出典
- JRA年度別全成績
  - （2025年）“第3回 東京競馬 第3日” (PDF).   日本中央競馬会. p. 2. 2025年6月15日閲覧。（索引番号：14028）
  - （2024年）“第3回 東京競馬 第7日” (PDF).   日本中央競馬会. p. 4. 2024年6月23日閲覧。（索引番号：15080）
  - （2023年）“第3回 東京競馬 第7日” (PDF).   日本中央競馬会. p. 4. 2023年9月11日閲覧。（索引番号：15080）
  - （2022年）“第3回 東京競馬 第7日” (PDF).   日本中央競馬会. p. 4. 2022年6月27日閲覧。（索引番号：15080）
  - （2021年）“第3回 東京競馬 第7日” (PDF).   日本中央競馬会. p. 4. 2022年6月27日閲覧。（索引番号：15080）
  - （2020年）“第3回 東京競馬 第7日” (PDF).   日本中央競馬会. p. 4. 2020年6月28日閲覧。（索引番号：15080）
  - （2019年）“第3回 東京競馬 第7日” (PDF).   日本中央競馬会. p. 4. 2020年6月28日閲覧。（索引番号：15080）
  - （2018年）“第3回 東京競馬 第7日” (PDF).   日本中央競馬会. p. 4. 2020年6月28日閲覧。（索引番号：15080）
  - （2017年）“第3回 東京競馬 第7日” (PDF).   日本中央競馬会. p. 4. 2017年6月25日閲覧。（索引番号：15080）
  - （2016年）“第3回 東京競馬 第7日” (PDF).   日本中央競馬会. p. 4. 2016年11月26日閲覧。（索引番号：15080）
  - （2015年）“第3回 東京競馬 第7日” (PDF).   日本中央競馬会. p. 4. 2016年11月26日閲覧。（索引番号：15080）
  - （2014年）“第3回 東京競馬 第7日” (PDF).   日本中央競馬会. p. 4. 2016年11月26日閲覧。（索引番号：15080）
  - （2013年）“第3回 東京競馬 第7日” (PDF).   日本中央競馬会. p. 4. 2016年11月26日閲覧。（索引番号：15080）
  - （2012年）“第3回 東京競馬 第3日” (PDF).   日本中央競馬会. p. 4. 2016年11月26日閲覧。（索引番号：14032）

- netkeiba.comより（最終閲覧日：2015年7月1日）
  - 東京オータムジャンプ
    - 1999年、2000年、2001年、2002年、2003年、2004年、2005年、2006年、2007年、2008年

  - 東京ジャンプステークス
    - 2009年、2010年、2011年、2012年、2013年、2014年、2015年